# Blanca Madison
Blanca Madison és una producció cinematogràfica, barreja de cinema negre, melodrama i musical, dirigida pel gallec Carlos Amil.

## Argument
Bocanegra dirigeix un club a una ciutat atlàntica, ajudada per Nonó, amb qui manté una relació complexa, en la qual Nonó exerceix una actitud amant protectora, materna i no corresponent, que fins i tot la porta a deixar de banda les seves funcions amb Urbano, un fill al que a penes coneix. Aquest, que ve de sortir de la presó, entra al servei de Bocanegra com a taxista.
Urbano agafa prostitutes amb el seu taxi, amb el qual també viatja una noia. Sense saber-ho, el segueix Blanca Madison, cantant de boleros, una dona ferida física i mentalment a la pubertat. Blanca torna a la ciutat on va patir amb Bocanegra, per organitzar, amb desesperada fredor matemàtica, una ardent venjança que arrossegarà tots els personatges de la història.
Bocanegra viu en un delicat equilibri entre el món familiar que forma amb la seva dona i la seva filla de dotze anys, i el món nocturn pel qual es mou com un peix a l'aigua. L'arribada de Blanca Madison altera la seva vida familiar i reviu el monstre que porta dins.
Blanca Madison utilitza Urbano com a portanoves dels seus missatges a Bocanegra. Però el taxista no es conforma amb el paper de missatger i fa de la cantant el seu objectiu de desig. Els esdeveniments es precipiten quan Urbano s'adona que només és un titella que Blanca Madison utilitza al seu gust i com a mitjà per apropar-se a Bocanegra.

## Repartiment
- Pilar Punzano - Blanca Madison
- Javier Albalá - Urbano
- Tatiana Amil
- Sabino Díaz Antón
- María Bouzas
- Mario Gas - Bocanegra
- Xosé Manuel Olveira "Pico",
- Rosa Maria Sardà - Nonó
- Patricia Vázquez

## Producció
Amil va escriure la primera versió del guió el 1983, i el va definir com "un conte de fades vist des de l'altra banda del mirall". El projecte definitiu, però, trigaria deu anys, el 1993. No acabaria de rodar-la fins 1998, de muntar-la fins al 2000 o estrenar-la el 2003 a la Corunya, ciutat on es va rodar. El pressupost fou de 180 milions de pessetes. la productora fou Vici Produccións, que va distribuir 18 còpies a Galícia (10 en gallec) i dues a Astúries. La banda sonora inclou tres boleros de Rosa Cedrón, cantant del grup gallec Luar na Lubre.

## Premis i nominacions
Premis Mestre Mateo
| Any       | Categoria                | Receptor                                | Resultat  |
| --------- | ------------------------ | --------------------------------------- | --------- |
| 2a edició | Millor director          | Carlos Amil                             | Guanyador |
| 2a edició | Millor actor secundari   | Xosé Manuel Olveira 'Pico'              | Nominat   |
| 2a edició | Millor actriu secundària | María Bouzas                            | Nominada  |
| 2a edició | Millor guió              | Carlos Amil Xan Cejudo Daniel Domínguez | Nominat   |